# Нордуз
Нордуз (фр. Nordhouse) — коммуна на северо-востоке Франции в регионе Гранд-Эст (бывший Эльзас — Шампань — Арденны — Лотарингия), департамент Нижний Рейн, округ Селеста-Эрстен, кантон Эрстен.
Площадь коммуны — 11,0 км², население — 1537 человек (2006) с тенденцией к росту: 1726 человек (2013), плотность населения — 156,9 чел/км².

## Население
Население коммуны в 2011 году составляло 1693 человека, в 2012 году — 1709 человек, а в 2013-м — 1726 человек.
| 1962 | 1968 | 1975 | 1982 | 1990 | 1999 | 2006 | 2008 | 2011 | 2012 | 2013 |
| ---- | ---- | ---- | ---- | ---- | ---- | ---- | ---- | ---- | ---- | ---- |
| 1194 | 1263 | 1299 | 1292 | 1333 | 1422 | 1537 | 1617 | 1693 | 1709 | 1726 |

Динамика населения:

## Экономика
В 2010 году из 1110 человек трудоспособного возраста (от 15 до 64 лет) 839 были экономически активными, 271 — неактивными (показатель активности 75,6 %, в 1999 году — 76,2 %). Из 839 активных трудоспособных жителей работали 803 человека (400 мужчин и 403 женщины), 36 числились безработными (16 мужчин и 20 женщин). Среди 271 трудоспособных неактивных граждан 96 были учениками либо студентами, 120 — пенсионерами, а ещё 55 — были неактивны в силу других причин.

## Достопримечательности (фотогалерея)

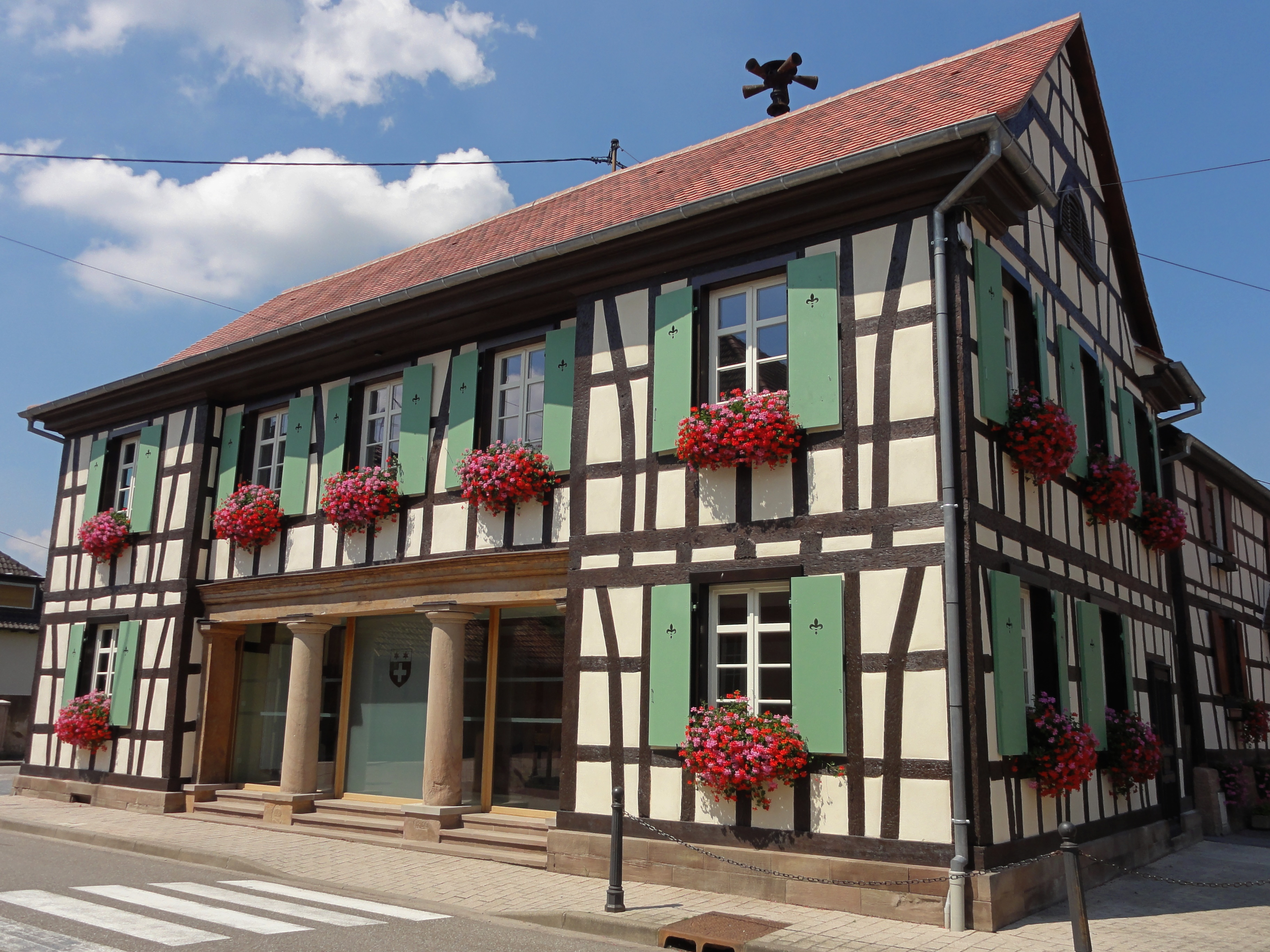
Старое здание мэрии
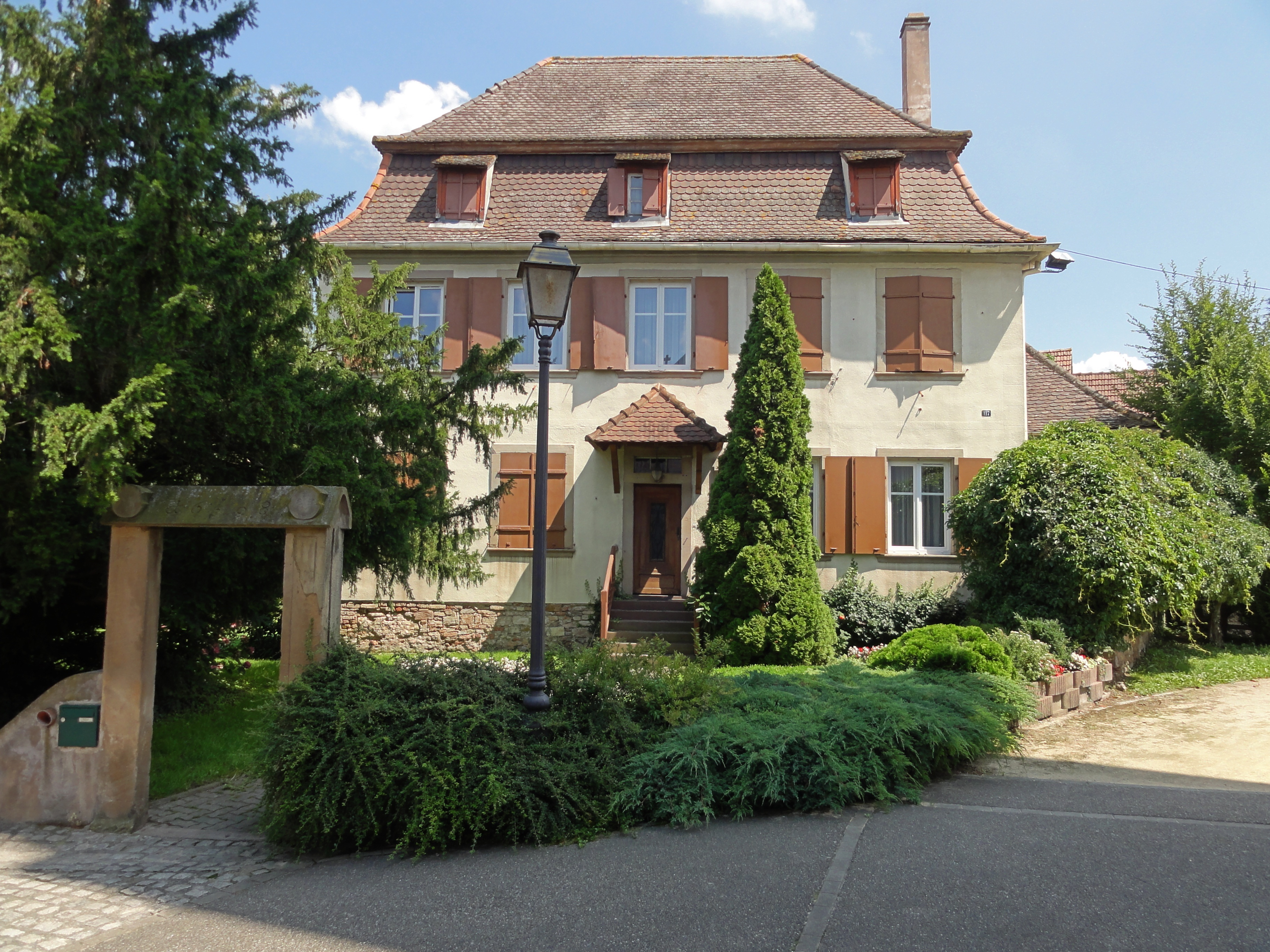
Пресвитерия
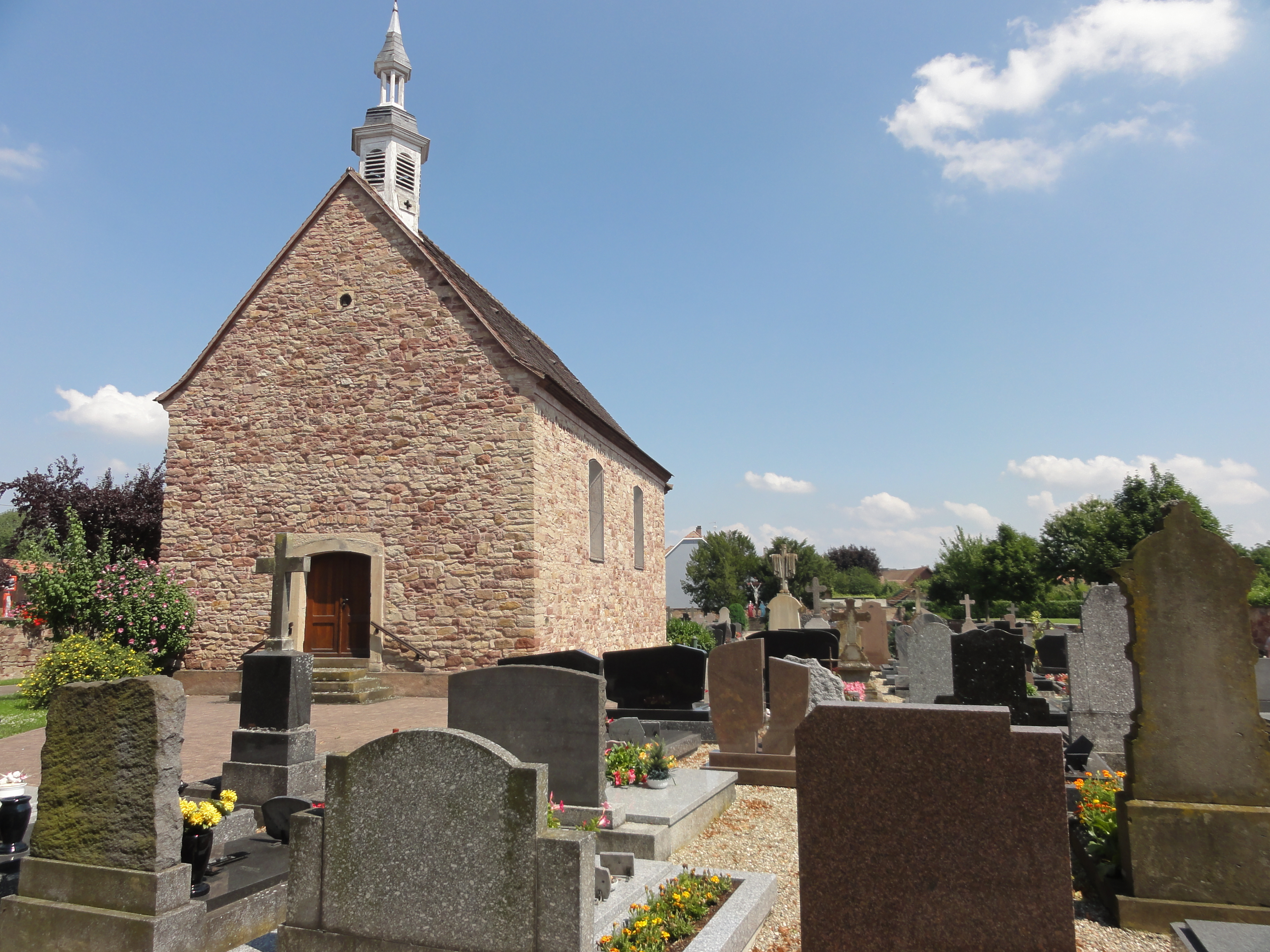
Часовня и погост
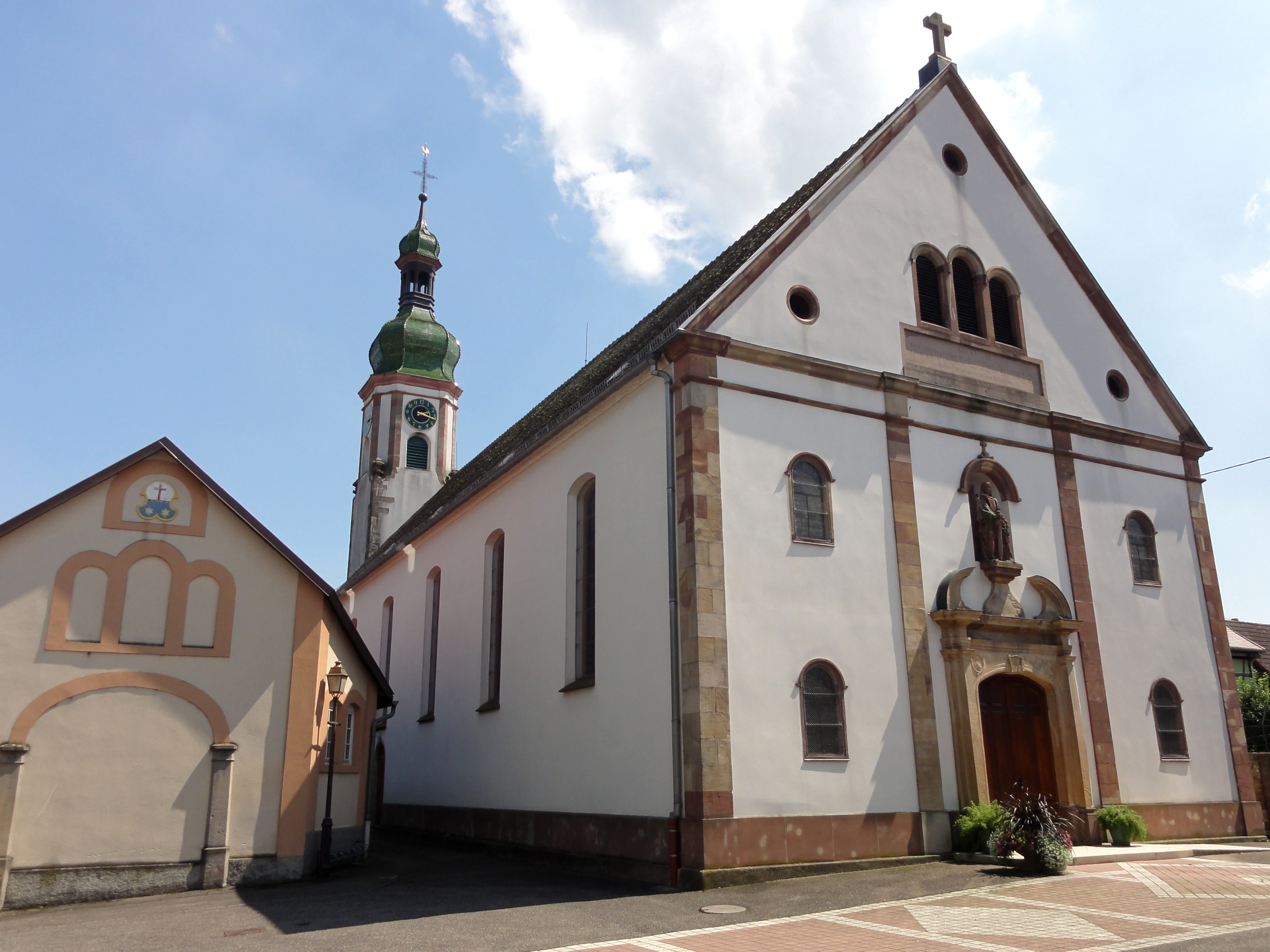
Церковь Сен-Мишель
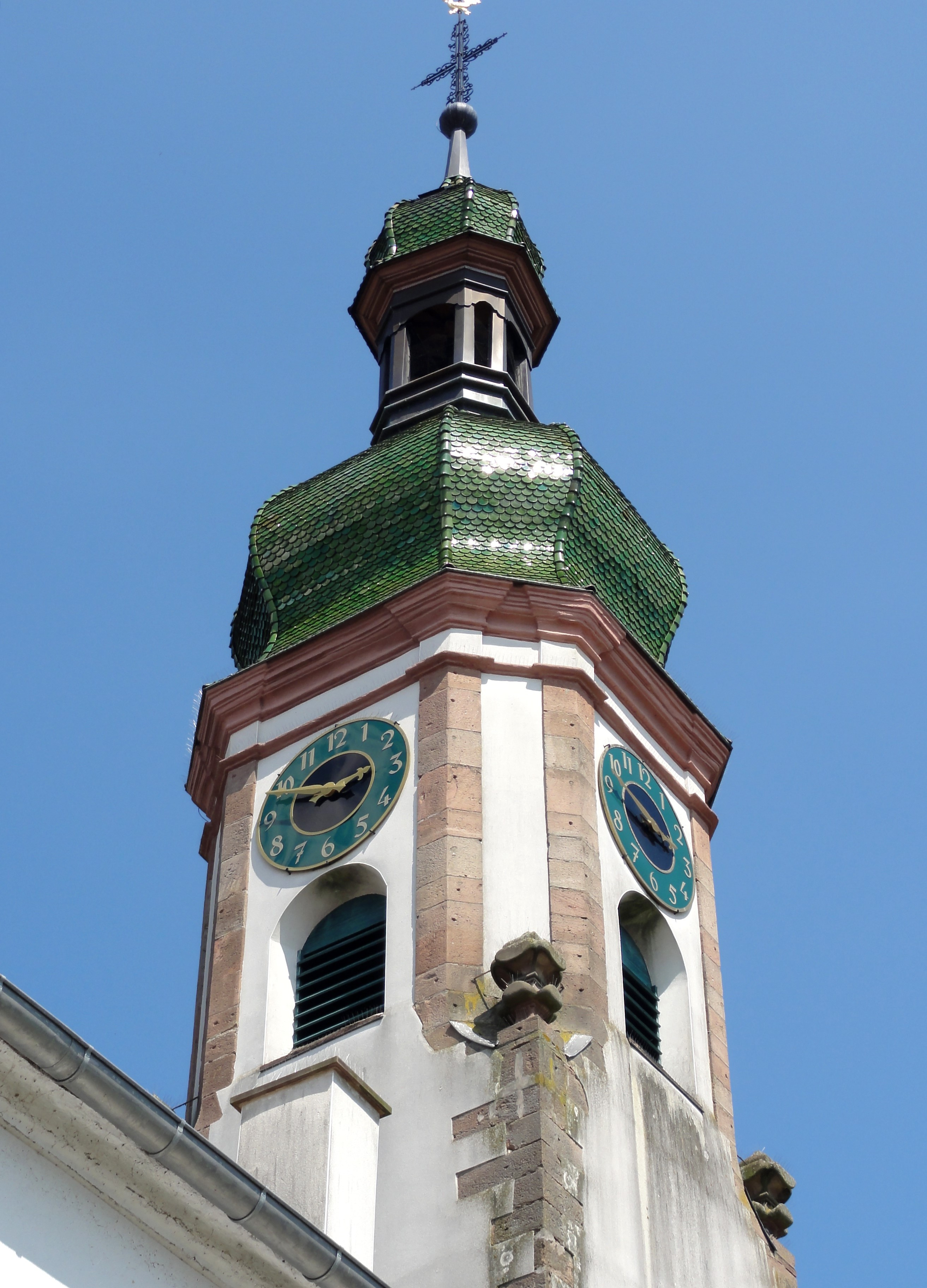
Колокольня
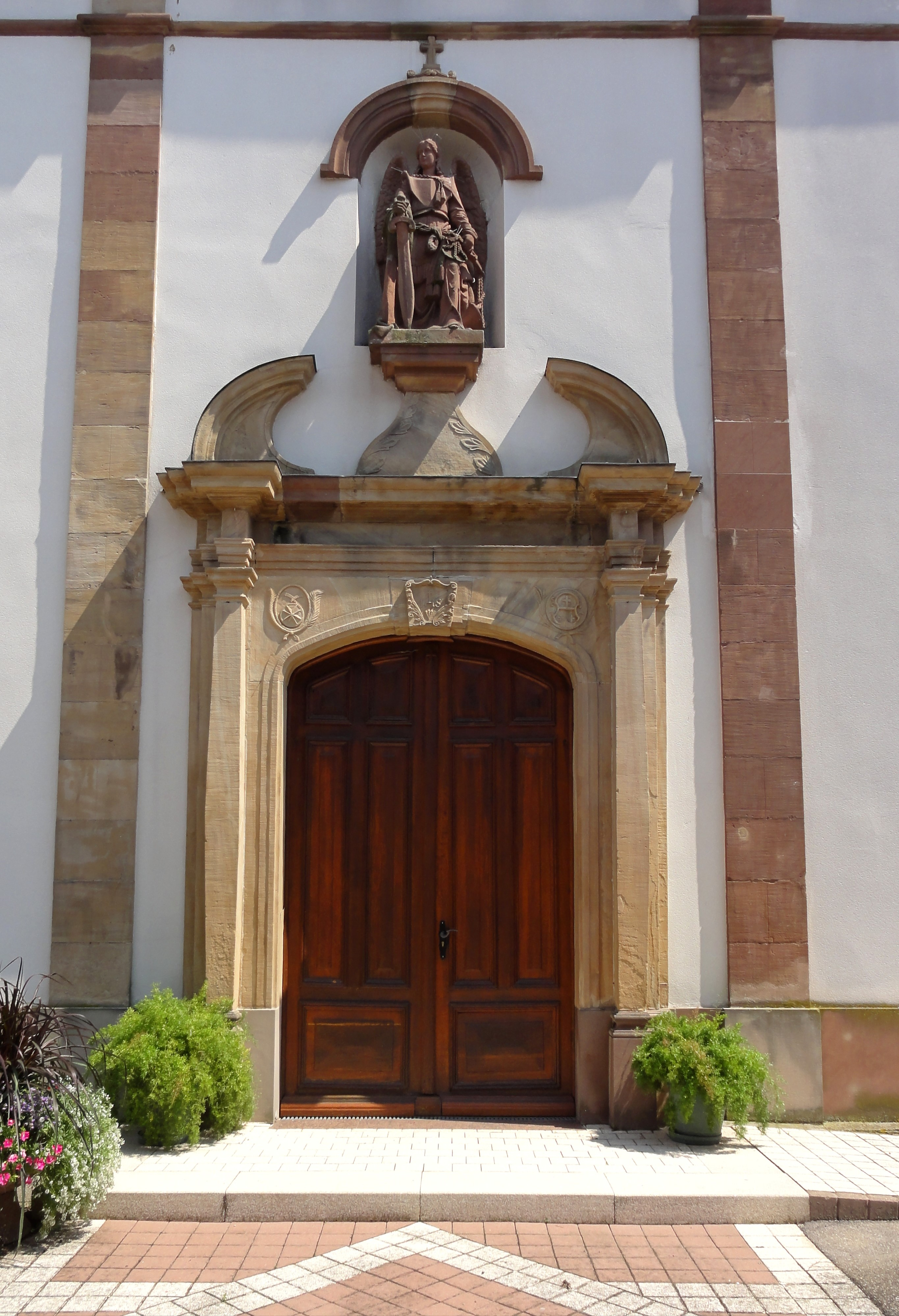
Портал
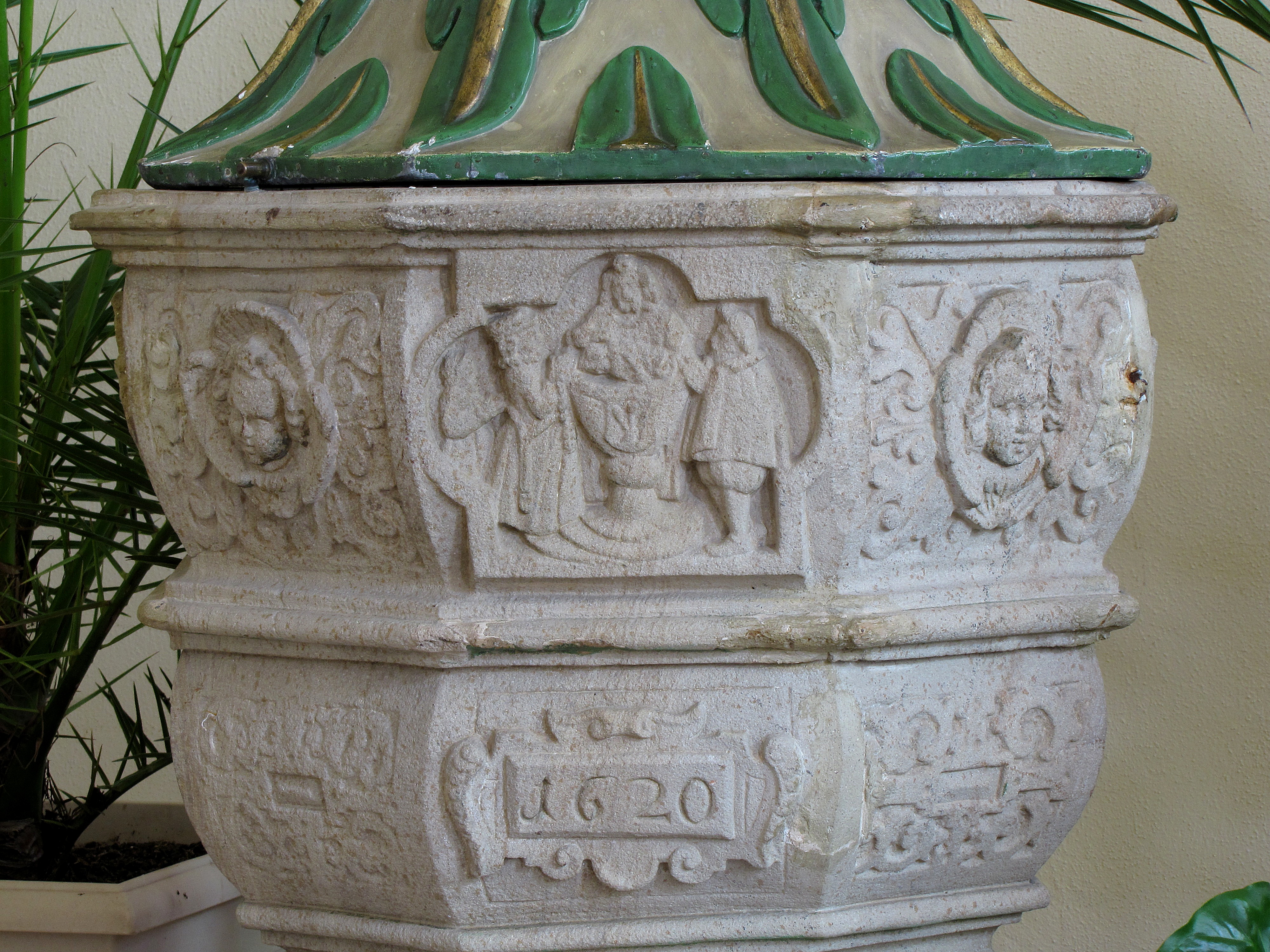
Купель
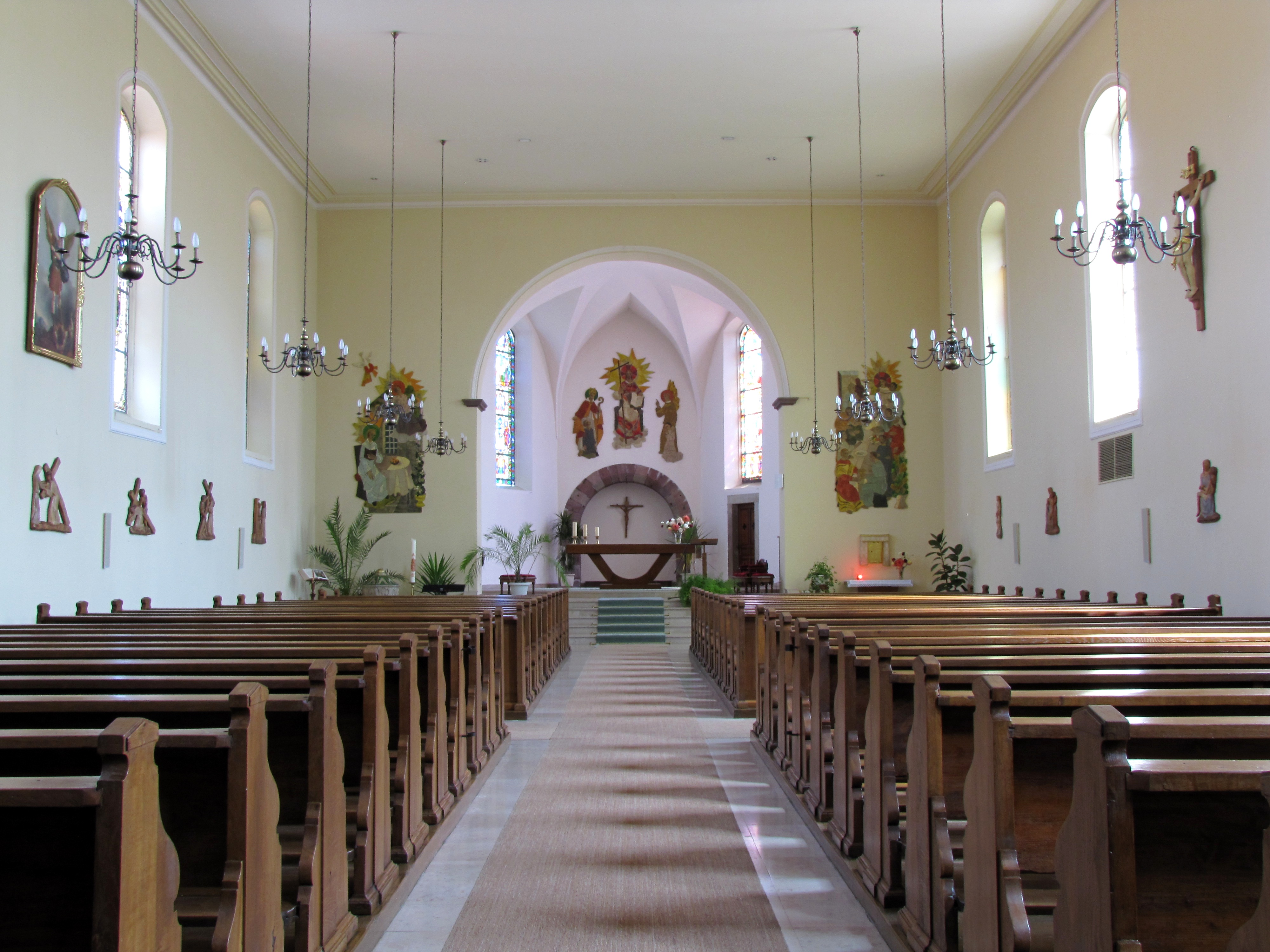
Интерьер, вид на алтарь
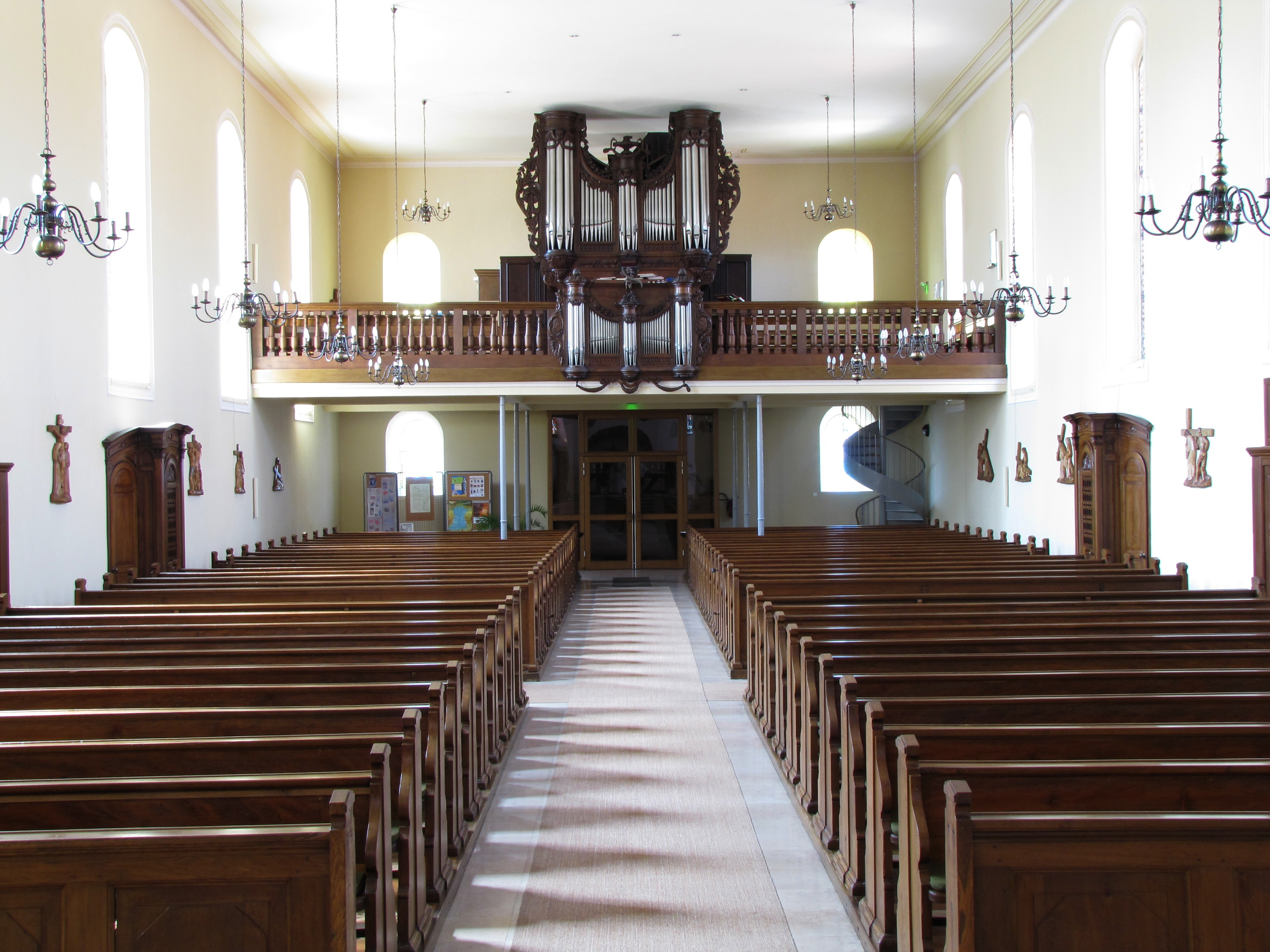
Интерьер, вид на орган
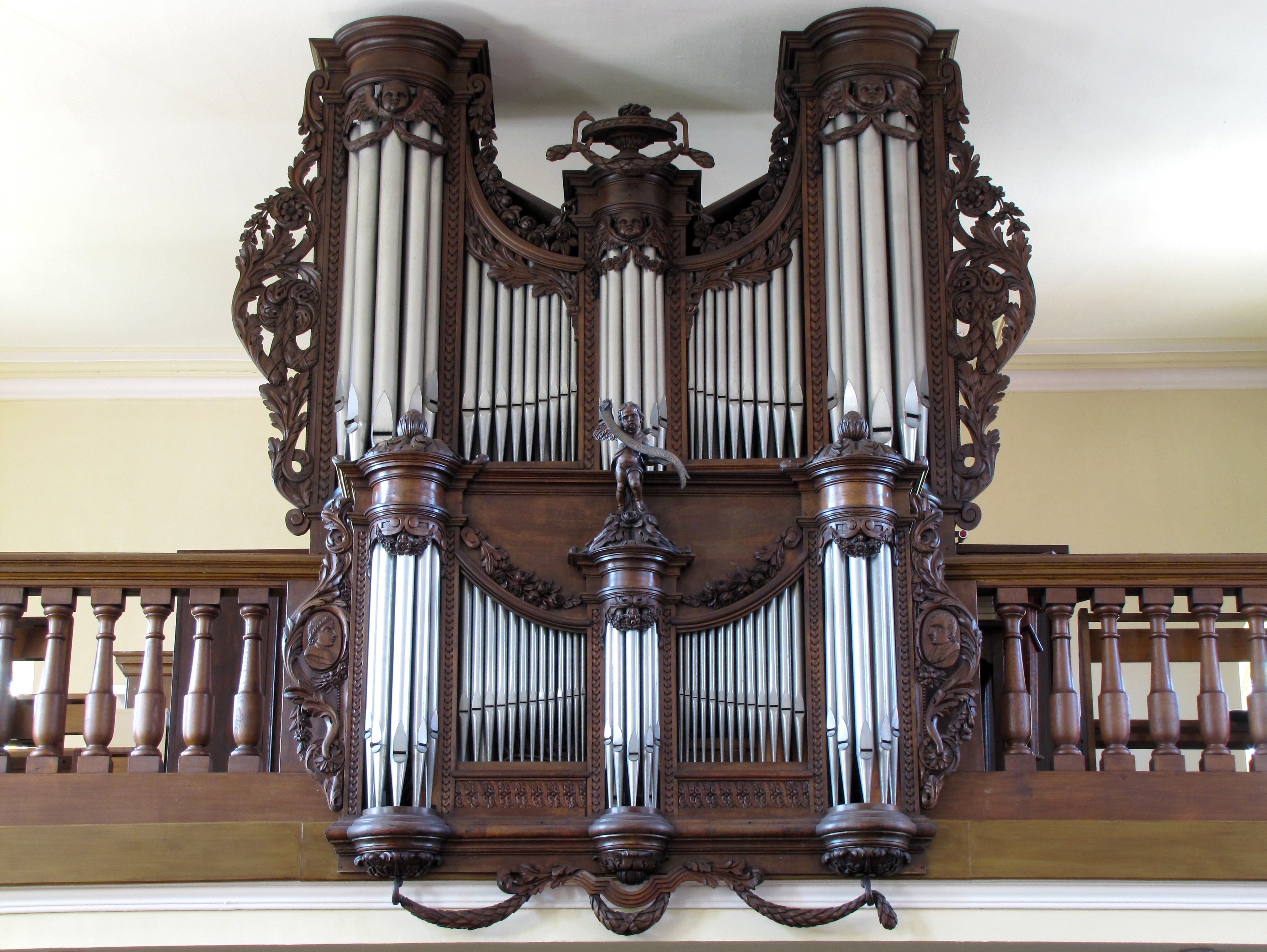
Орган
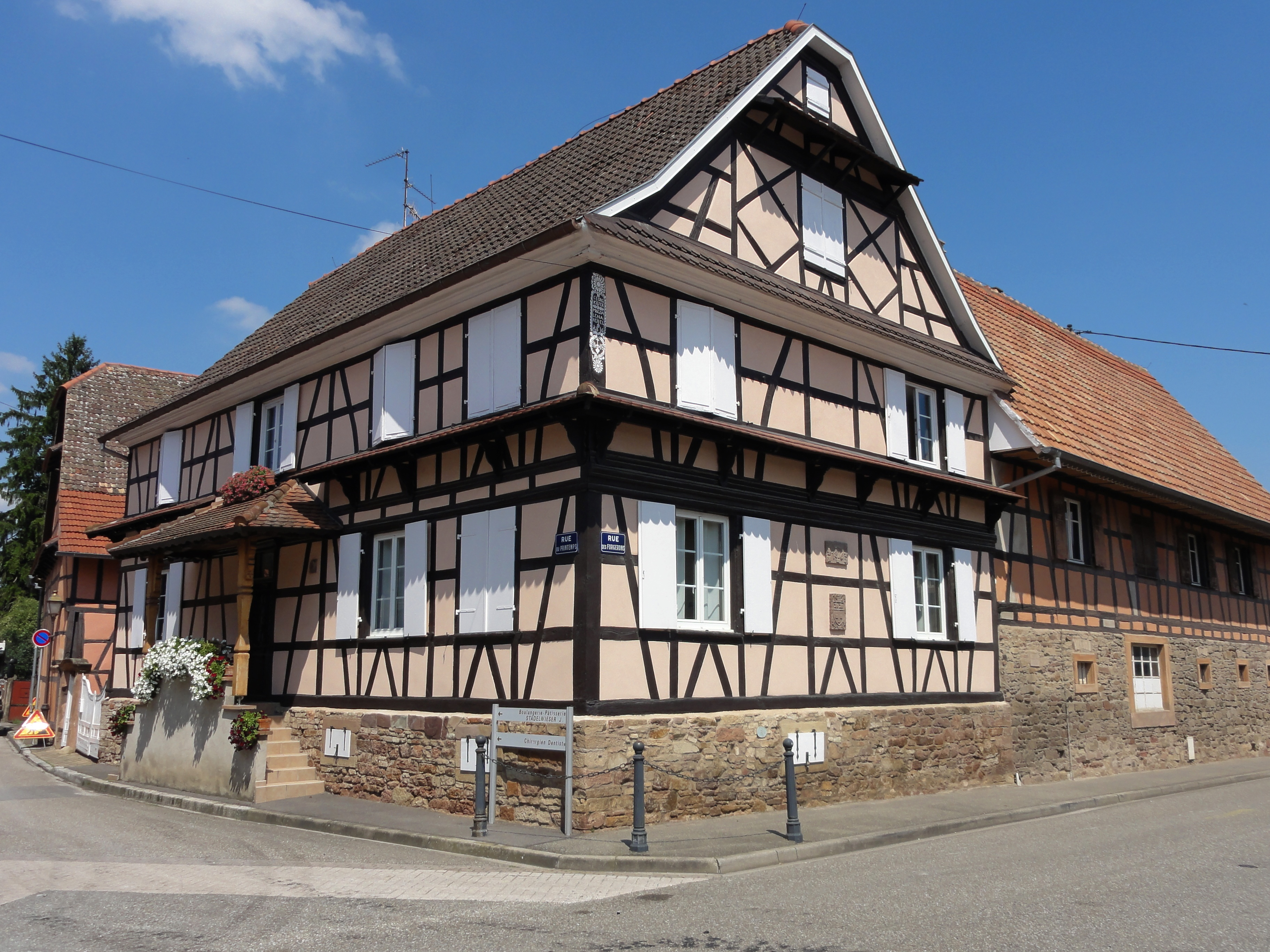
Фахверковый дом